# Ishania chicanna
Ishania chicanna là một loài nhện trong họ Zodariidae.
Loài này thuộc chi Ishania. Ishania chicanna được Rudy Jocqué & Léon Baert miêu tả năm 2002.